# 旱生阔叶林

旱生闊葉林分布地區

热带及亚热带旱生阔叶林（英語：tropical and subtropical dry broadleaf forests），简称旱生林（英語：dry forest）是一种WWF定义的栖地生境并用来命名以此为代表的生物群系。其所需的气候类型较常绿阔叶林所需干旱，但较疏林莽原所需湿润，一般为热带季风气候或热带草原气候。
分为热带旱生落叶林，热带旱生半常绿林，热带山地旱生林，中小型叶旱生常绿林等等，部分还杂有硬叶林、热性灌草丛等常组成其他群系的群落生境。
尽管存在中南半岛东南旱生常绿林生态区等少数特例，此类群系还是常被称作（亚）热带落叶林（tropical and subtropical deciduous forest）。
典型代表是东南亚大陆混交生态大区中的旱生林成片分佈，以及南亞的成片分佈。

## 区分
温带阔叶林的落叶型一般为降温所至，干旱区直接通过森林草原过度到温带草原，干旱一般不是落叶的主因。不过也存在地中海疏林等温带旱生系统，这类系统不会被称作“温带旱生林”。另由于硬叶林为主的生态系统不会被简称旱生林，本栖地生境可简称旱生林。

## 外部鏈接
- 哥斯達黎加旱生闊葉林 （页面存档备份，存于）